# 孝欽端皇后
孝欽靜淑慈敬天昭豫保康聖端皇后呂氏（？—1619年），大興人，朱常瀛的元配。南明永历帝的嫡母。

## 生平
万历四十七年七月，桂王朱常瀛娶吕氏为妻，封为桂王妃，仅一个月后，同年八月，吕氏去世。
永曆帝即位，追尊这位从未见面的前嫡母為孝欽靜淑慈敬天昭豫保康聖端皇后。